# Дельпорт (лунный кратер)
Кратер Дельпорт (лат. Delporte) — крупный ударный кратер в южном полушарии обратной стороны Луны. Название присвоено в честь бельгийского астронома Эжена Жозефа Дельпорта (1882—1955) и утверждено Международным астрономическим союзом в 1979 г. Образование кратера относится к позднеимбрийскому периоду.

## Описание кратера

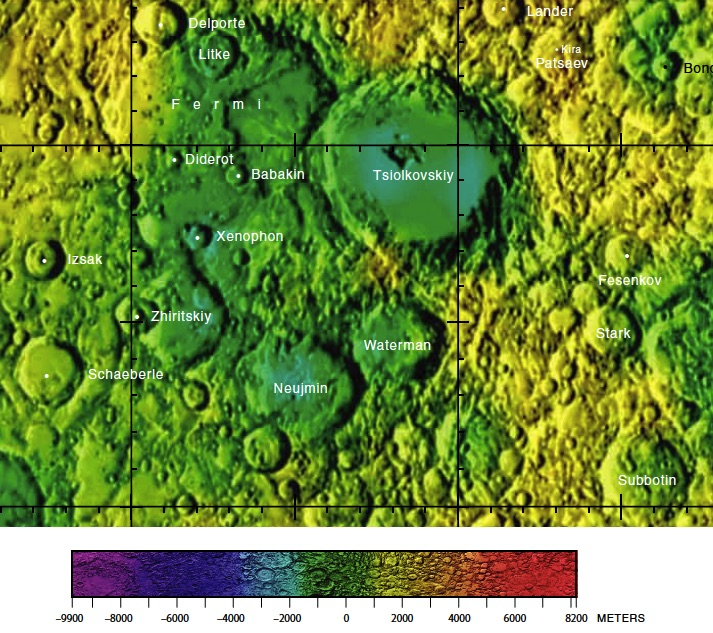
Окрестности кратера Дельпорт. Фрагмент карты обратной стороны Луны.

Кратер Дельпорт расположен на северо-западном участке кратера Ферми. Ближайшими соседями кратера Дельпорт являются кратер Кондратюк на западе; кратеры Шеррингтон и Лангемак на севере-северо-западе; кратер Данжон на севере-северо-востоке; кратеры Добровольский и Ширакаци на востоке-северо-востоке; кратер Литке на юго-востоке и кратер Дидро на юге. Селенографические координаты центра кратера 15°53′ ю. ш. 121°33′ в. д. / 15,89° ю. ш. 121,55° в. д., диаметр 42,5 км, глубина 2,3 км.
Кратер имеет полигональную форму, умеренно разрушен. По северной части внутреннего склона вала проходит уступ. Высота вала над окружающей местностью достигает 1080 м, объем кратера составляет приблизительно 1600 км³. Дно чаши кратера пересеченное, от центра чаши к северу отходит хребет состоящий из анортозитовых пород.

## Сателлитные кратеры
Отсутствуют.